# Dave Steen (décathlon)
Pour les articles homonymes, voir Steen.
David Lee « Dave » Steen (né le 14 novembre 1959 à New Westminster) est un athlète canadien spécialiste du décathlon.

## Carrière
Dave Steen est issu d'un famille d'athlètes de haut niveau. Son père, Don Steen, est champion du Canada du décathlon en 1956 alors que son oncle, David Steen, remporte la médaille d'or du lancer du poids lors des Jeux du Commonwealth de 1966. 
Il se révèle durant la saison 1977 en remportant la médaille d'or du décathlon des Jeux du Canada se déroulant à Saint-Jean. Absent des Jeux olympiques de 1980 pour cause de boycott du Canada, Dave Steen s'illustre lors des Jeux du Commonwealth de 1982 où il se classe deuxième du concours derrière le Britannique Daley Thompson. Il connait ses premiers succès internationaux en 1983 en s'imposant lors des Championnats du monde universitaires d'Edmonton, et lors des Jeux panaméricains de Caracas. Huitième des Jeux olympiques en 1984, il obtient une deuxième médaille d'argent consécutive à l'occasion des Jeux du Commonwealth de 1986 où il s'incline une nouvelle fois face à Daley Thompson.
En 1988, Dave Steen établit la meilleure performance de sa carrière au décathlon en totalisant 8 415 points lors du meeting Décastar de Talence. Le 28 septembre 1988, à Séoul, le Canadien monte sur la troisième marche du podium des Jeux olympiques avec 8 328 points, se classant derrière les Est-allemands Christian Schenk et Torsten Voss.
En 1990, Dave Steen est fait membre de l'Ordre du Canada et est intronisé au Panthéon des sports canadiens.

## Palmarès
| Date | Compétition          | Lieu        | Place | Points |
| ---- | -------------------- | ----------- | ----- | ------ |
| 1982 | Jeux du Commonwealth | Brisbane    | 2e    | 8 004  |
| 1983 | Universiade          | Edmonton    | 1er   |        |
| 1983 | Jeux panaméricains   | Caracas     | 1er   | 7 958  |
| 1984 | Jeux olympiques      | Los Angeles | 8e    | 8 047  |
| 1986 | Jeux du Commonwealth | Édimbourg   | 2e    | 8 173  |
| 1988 | Jeux olympiques      | Séoul       | 3e    | 8 328  |

## Record personnel
- 8 415 points le 17 juillet 1988 lors du Décastar de Talence.